# 米西莱皮埃尔蓬
米西莱皮埃尔蓬（法語：Missy-lès-Pierrepont，法語發音：[misi lɛ pjɛʁpɔ̃]，意为“皮埃尔蓬附近的米西”）是法国上法蘭西大區埃纳省的一个市镇，属于拉昂区。

## 地理
米西莱皮埃尔蓬（49°37'57"N, 3°47'11"E）面积6.6 平方千米，位于法国上法蘭西大區埃纳省，该省份为法国北部内陆省份，北起北部省，西接索姆省和瓦兹省，东临阿登省和马恩省，西南至塞纳-马恩省，东北部与比利时接壤
与米西莱皮埃尔蓬接壤的市镇（或旧市镇、城区）包括：日济、格朗吕普费、列斯圣母村、皮埃尔蓬。

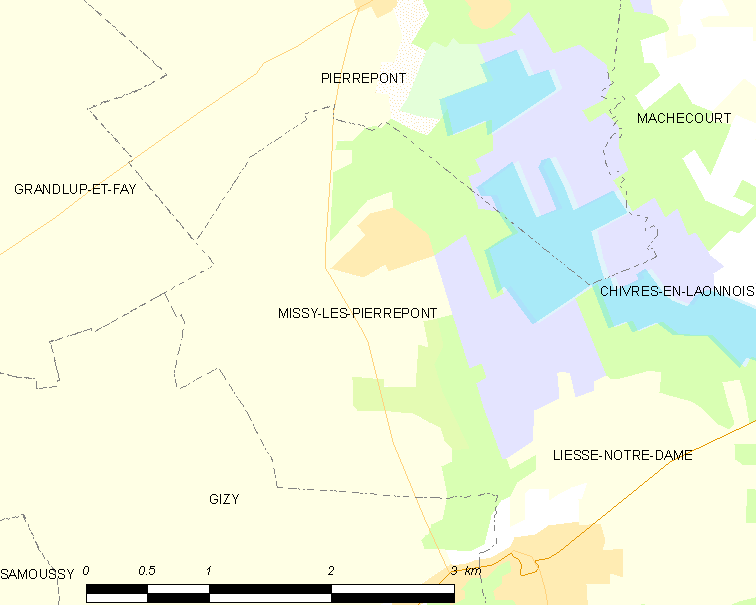
米西莱皮埃尔蓬的OSM定位图

米西莱皮埃尔蓬的时区为UTC+01:00、UTC+02:00（夏令时）。

## 行政
米西莱皮埃尔蓬的邮政编码为02350，INSEE市镇编码为02486。

## 政治
米西莱皮埃尔蓬所属的省级选区为埃纳河畔新城县。

## 人口

1962-2008年间米西莱皮埃尔蓬人口变化图示

米西莱皮埃尔蓬于2022年1月1日时的人口数量为106人。